# Reggie Johnson

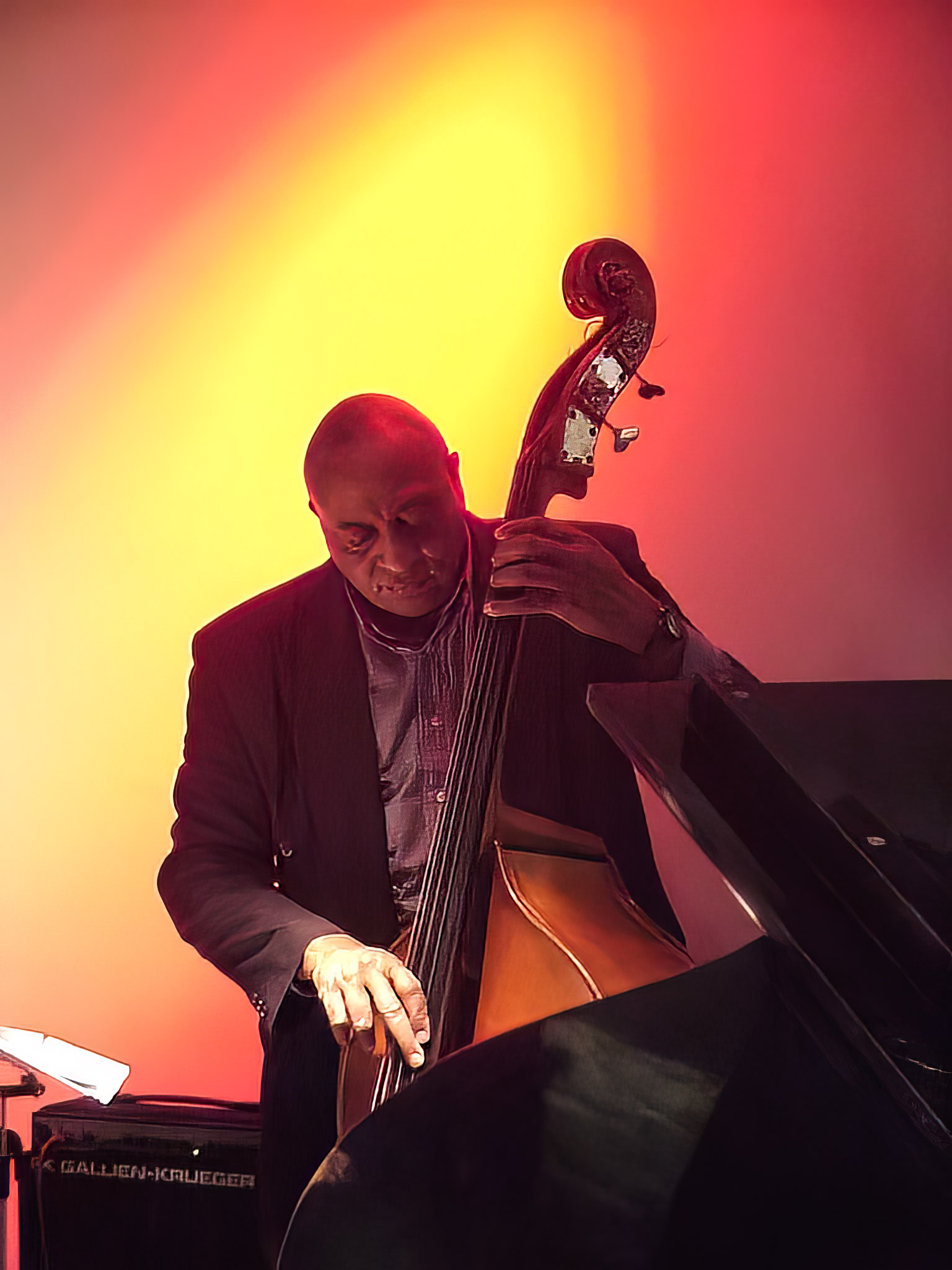
Reggie Johnson in Dachau (2001)

Reginald Volney „Reggie“ Johnson (* 13. Dezember 1940 in Owensboro in Kentucky; † 11. September 2020) war  ein US-amerikanischer Jazz-Bassist, der sich in vielen Jazzstilen bewegte.

## Leben und Wirken
Johnson spielte zunächst Posaune im Schulorchester und in Armeebands und wechselte mit 21 Jahren zum Bass. Er spielte mit Avantgarde-Jazzmusikern wie den Saxophonisten Bill Barron, Marion Brown („Marion Brown Quartet“ 1965, „Juba-Lee“ 1966)  und Archie Shepp („Fire Music“ 1965) und 1964/5 mit Bill Dixon (an dessen Konzertreihe „October Revolution in Jazz“ er in New York beteiligt war), Sun Ra und Burton Greene. 1966 spielte er mit den Jazz Messengers von Art Blakey, dem damals Keith Jarrett und Chuck Mangione angehörten. In den 1960ern nahm er auch mit dem „Jazz Composer’s Orchestra“ auf, um dann hauptsächlich als Club- und Studiomusiker mit Elvin Jones, Andrew White und Johnny Coles zu wirken. 1970 spielte er mit dem Quintett von Bobby Hutcherson und Harold Land. Von 1973 bis 1978 begleitete er den Gitarristen Kenny Burrell. Er nahm auch mit Sonny Rollins, Sonny Stitt, Art Pepper, Clark Terry, Blue Mitchell, den „Crusaders“ und den Sängern  Sarah Vaughan und Carmen McRae auf und in den 1980er Jahren mit Horace Parlan, Frank Wess (1982) und der „Mingus Dynasty Band“ (ebenfalls 1982). 1985 erschien sein erstes Album „First Edition“ (JR Records) unter eigenem Namen. Mitte der 1980er-Jahre zog er nach Europa, wo er seitdem u. a. Johnny Griffin, Monty Alexander, Kenny Barron, Tom Harrell, Phil Woods, Vince Benedetti und Cedar Walton begleitete und in Bern an der Swiss Jazz School als Dozent tätig war.
Im Bereich des Jazz war er laut Tom Lord zwischen 1964 und 2008 an 112 Aufnahmesessions beteiligt, zuletzt mit Stewy von Wattenwyl Generations, Bernard Cesari und mit Johnny Griffin (Live at Ronnie Scott's).

## Lexigraphische Einträge
- Martin Kunzler: Jazz-Lexikon. Band 1: A–L (= rororo-Sachbuch. Bd. 16512). 2. Auflage. Rowohlt, Reinbek bei Hamburg 2004, ISBN 3-499-16512-0.